# Линьяна
Линьяна (итал. Lignana) — коммуна в Италии, располагается в регионе Пьемонт, в провинции Верчелли.
Население составляет 543 человека (2008 г.), плотность населения составляет 25 чел./км². Занимает площадь 22 км². Почтовый индекс — 13034. Телефонный код — 0161.
Покровителем коммуны почитается святой Герман, празднование в первое воскресение сентября.

## Демография
Динамика населения:

## Администрация коммуны
- Официальный сайт: